# Cæcilia Holbek Trier
Cæcilia Holbek Trier f. Cæcilia Margrethe Holbek (født 16. april 1953, død 21. november 2023), var en dansk skuespiller og filminstruktør.
Søster til komponisten Joachim Holbek.
Hun var gift med Lars von Trier indtil 1996 og fik med ham to døtre.

## Film
- Varm mad - et folkekøkken (1984)
- Epidemic (1987) – skuespiller
- Europa (1991) – skuespiller
- Nonnebørn (1997) – instruktion og manuskript
- Send mere slik (2001) – instruktion og manuskript
- Tomme rum (2008) - instruktion

## Link
- Cæcilia Holbek Trier på Internet Movie Database (engelsk)
- Cæcilia Holbek Trier på Filmdatabasen
- Cæcilia Holbek Trier på Filmdatabasen
- Cæcilia Holbek Trier på danskefilm.dk
- Cæcilia Holbek Trier på danskfilmogtv.dk
- Cæcilia Holbek Trier på Scope
- Cæcilia Holbek Trier på Svensk Filmdatabas (svensk)
- Cæcilia Holbek Trier på AlloCiné (fransk)